# Taeniodera sikerei
Taeniodera sikerei är en skalbaggsart som beskrevs av Jakl och Krajcik 2006. Taeniodera sikerei ingår i släktet Taeniodera och familjen Cetoniidae. Inga underarter finns listade i Catalogue of Life.